# Щербатов, Алексей Григорьевич
Князь Алексе́й Григо́рьевич Щерба́тов (23 февраля (5 марта) 1776 — 15 (27) декабря 1848) — русский военный и государственный деятель, генерал от инфантерии (12.12.1823), генерал-адъютант (30.08.1816), из княжеского рода Щербатовых.
Сменил Д. В. Голицына в качестве Московского градоначальника «военного генерал-губернатора» (с 6 июня 1843 года по 6 мая 1848 года).
Сын верейского уездного предводителя дворянства князя Григория Алексеевича Щербатова и его второй жены Настасьи Николаевны, урождённой княжны Долгорукой. Правнук сенаторов А. Г. Долгорукова и Г. А. Урусова, старший брат генерал-майора Николая Щербатова.

## Биография
Вступил в службу солдатом в Измайловский полк (1781). Зачислен фурьером в лейб-гвардии Семёновский полк (10 апреля 1782). Произведён в прапорщики этого полка (01 января 1792). Подпоручик (1793), адъютант (01 января 1795). Капитан-поручик (22 декабря 1797), капитан (1798). Повышен до чина полковника (05 апреля 1799). Генерал-майор (27 октября 1800), получил назначение на должность шефа Тенгинского мушкетёрского полка. Вышел в отставку по семейным обстоятельствам (23 сентября 1804).

4 сентября 1805 года вернулся на военную службу, с назначением шефом Костромского мушкетёрского полка. Участвовал в войне четвёртой коалиции в 1806—1807 годах; проявил храбрость в битве при Голымине (26 декабря 1806 года) и при Прейсиш-Эйлау 8 февраля 1807 года; 29 января 1807 года был награждён за отличие в боях орденом Святого Георгия 4-го класса № 707 
В воздаяние отличного мужества и храбрости, оказанных в сражении 14 декабря при м. Голомине, где, командуя полком и 2 баталионами Таврического Гренадерского полка, во все время сражался с величайшим мужеством, но когда усилившийся неприятель в нескольких колоннах бывший вытеснил из леса, открыл сильный ружейный и пушечный огонь и, смешав людей, принудил отступить в беспорядке, тогда, взяв знамя вверенного ему полка, бросился вперед, приказав подчиненным следовать за ним, которые, быв ободрены его примером, последовали за ним и потом, воспользовавшись сим ободрением, остановил людей, построил в боевой порядок и, произведя сильный и удачный огонь по неприятелю, принудил онаго отступить, чем и удержал наш левый фланг.
Вместе с находившейся под его командованием резервной бригадой прибыл на помощь русским войскам в Данциг (март 1807) и принимал активное участие в обороне города, осаждаемого французскими войсками под командованием маршала Лефевра. Наполеон предложил русским войскам почётную капитуляцию, но Щербатов отказался, заявив, что будет сражаться против французских войск ещё хоть целый год. Взят в плен (24 мая 1807). После подписания Тильзитского мира (07 июля 1807) вернулся в Россию. В составе Дунайской армии воевал против войск Османской империи (1808-1810), получил тяжёлое ранение в грудь во время осады крепости Шумлы.
Поправившись, вернулся к военной службе. Возглавил 18-ю пехотную дивизию 3-й Резервной Обсервационной армии (1812), находившейся под командованием генерала от кавалерии А П. Тормасова (18 сентября 1812 после объединения её с Дунайской армией была переименована в 3-ю Западную). С этого времени участвовал в различных сражениях: во главе русских войск разбил под Брест-Литовском французскую кавалерию (25 июля 1812), вынудив солдат Великой армии оставить город. В бою под Кобрином (27 июля 1812), одержал, как считается, первую заметную победу русских войск в этой кампании.

Сражался под командованием генерала Тормасова при Городечной против войск под командованием генерала Ренье. Из-за разногласий с Тормасовым генерал от инфантерии С. М. Каменский перевёл Щербатова командовать 3-м корпусом Западной армии, возглавляя который он участвовал в боях в окрестностях Борисова. Впоследствии в составе русских войск, находившихся под командованием генерала от кавалерии П. Х. Витгенштейна, сражался против французских войск на высоте Студенка. 22 ноября 1812 года получил орден Святого Георгия 3-го класса № 254 
В ознаменование отличнаго мужества и храбрости, оказанных в сражении против французских войск 15-го июля при Кобрине.
 За Второе сражение под Полоцком (18—20 октября 1812) награждён орденом Святого Владимира 3-й степени.
Произведён в генерал-лейтенанты (23 мая 1813). В период (с января по апрель 1813) вместе с русскими и прусскими войсками под командованием адмирала Павла Чичагова участвовал в осаде французского гарнизона в Торне. Возглавил 6-й пехотный корпус (2-я половина 1813). В битве под Кенигсвартой (05 июля 1813), командуя 6-м пехотным корпусом, одержал победу над итальянским корпусом и захватил в плен 750 человек, включая нескольких генералов. Во время битвы под Бауценом тяжело ранен. Возглавлял 6-й пехотный корпус (сентябрь-декабрь 1813), находившийся тогда в Силезской армии. Участвовал в Битве народов под Лейпцигом и в сражении на реке Кацбах. После битвы под Лейпцигом награждён золотой шпагой с алмазами. Под Левенбергом разбил войска генерала Пюто (29 августа 1813), за что награждён орденом Святого Александра Невского. В битве под Бриенном (29 января 1814), командуя 6-м пехотным корпусом, отличился захватом 28 орудий противника и 3000 пленных, за что награждён орден Святого Георгия 2-го класса № 62 (17 января 1814).
Во время Французской кампании проявил себя при взятии Суассона и Парижа. После окончания войны с Наполеоном возглавлял 18-ю пехотную дивизию, Назначен командиром 6-го пехотного корпуса (09 апреля 1816). Пожалован генерал-адъютантом (30 августа 1816). Произведен в генералы от инфантерии (12 декабря 1823). Возглавил 4-й пехотный корпус (25 ноября 1824). Поручено командование 2-м пехотным корпусом (16 сентября 1826). Шеф Костромского пехотного полка (06 октября 1831), Председатель генерал-аудиториата (11 июня 1832), Вновь шеф Костромского егерского полка (02 апреля 1833).
Участвовал в сражениях против польских повстанцев, принимал участие в захвате Варшавы русскими войсками (1831). За Польскую кампанию награждён золотой шпагой, усыпанной алмазами, с лаврами. Вышел в отставку по болезни, с мундиром и назначением полной пенсии (13 декабря 1835).
Вернулся на военную службу (24 апреля 1839), с назначением шефом Костромского егерского полка. Назначен членом Государственного совета (18 апреля 1844). Временно исполнял должность Московского военного генерал-губернатора (с 6 июня 1843).
Вступив в должность генерал-губернатора (14 апреля 1844), князь Алексей Григорьевич начал бороться с загрязнением города и детским трудом в ночное время. По его предложению создана Комиссия, имевшая целью провести исследования уровня загрязнения, причиняемого прибрежными заводами рекам, протекающим в Москве. Подал прошением на имя императора Николая I, где осудил явление детского труда в ночное время. Император по представлению Комитета Министров издал указ (1845), предписывающий владельцам фабрик, «на коих производятся работы по ночам, чтобы они малолетних рабочих 12 лет и моложе не назначали в смену с полуночи до 6 часов утра».
Во время своего пребывания на посту генерал-губернатора Москвы заботился о реализации архитектурно-градостроительного плана, созданного его предшественником. Рассматривался вопрос о перспективе создания парка в Сокольничьей и Оленьей рощах (1843—1844).
Удостоен высшей награды Российской империи ордена Святого апостола Андрея Первозванного (10 октября 1843), за «постоянно ревностную, отличную и долговременную службу, усердие и готовность к исполнению временной должности по главному управлению Москвы».
Подал в отставку с губернаторской должности по болезни (06 мая 1848). Помещик Верейского уезда: владелец родового Литвиновского имения князей Щербатовых.
Умер 15 декабря 1848 года , похоронен в Голицынской усыпальнице Донского монастыря рядом со своим предшественником Д. В. Голицыным и другими родственниками второй жены.

## Награды
Российские:

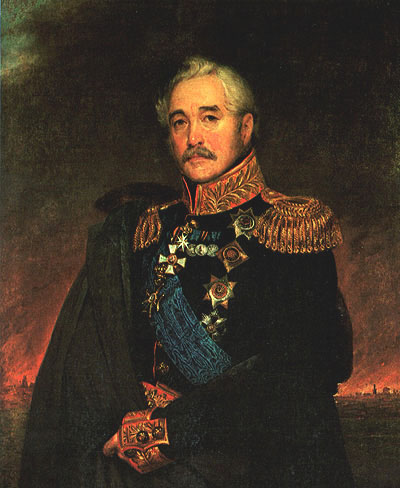
Князь Щербатов в 1840 году

- Орден Святого Иоанна Иерусалимского, командорский крест (1799)
- Орден Святой Анны 2-й степени (1803)
- Орден Святого Георгия 4-й степени (29.01.1807)
- Орден Святого Владимира 3-й степени (1807)
- Орден Святой Анны 1-й степени (26.08.1812)[4]; алмазные знаки к ордену (22.12.1813)
- Орден Святого Георгия 3-й степени (22.11.1812)
- Орден Святого Александра Невского (17.08.1813); алмазные знаки к ордену (17.05.1827)
- Орден Святого Владимира 2-й степени (29.10.1813)
- Орден Святого Георгия 2-й степени (17.01.1814)
- Орден Святого Владимира 1-й степени (25.06.1831)
- Золотая шпага с надписью  «За храбрость», украшенная алмазами (11.09.1831)
- Польский знак отличия За военное достоинство 1-й степени (1831)
- Знак отличия беспорочной службы за XXX лет (22.08.1833)
- Орден Святого Андрея Первозванного (10.10.1843)

Иностранные:
- Орден Красного орла (1807, королевство Пруссия)[5]
- Орден Святых Маврикия и Лазаря (в послужном списке отсутствует)

## Семья
Женат дважды, от второго брака имел 4 сыновей и 2 дочерей:
1. жена (с 14 апреля 1809 года)[6] — княжна  Екатерина Андреевна Вяземская (1789—1810), дочь генерал-поручика А. И. Вяземского, сестра поэта П. А. Вяземского и второй жены историка Н. М. Карамзина. Сам князь Щербатов вспоминал о своей жене: «Она была не красавица, но все в ней было приятно и даже очаровательно; ум имела превосходный, украшенный отличными познаниями  и талантами... В короткое время я страстно пленился ею и 25 марта сделался счастливейшим человеком, получив её согласие на соединение нашей жизни». Свадьба была в Москве, о чём Карамзин писал: «Мы отдали нашу бывшую княжну за князя Щербатова. Это сделало большую революцию в ней жизни: бывший открытый дом обратился в уединенный... Молодые наши (через две недели после свадьбы) уехали в армию, к немалому для нас  беспокойству»[7]. Умерла неожиданно, будучи беременной, имея от роду всего 20 лет. Щербатов писал об этой трагедии: «Накануне нового года, она занемогла зубной болью. Казалась безделица — как вдруг открылась жестокая нервная горячка, — все употребленные средства были тщетны. 3 января её уже не было. Никакие слова не могут выразить моего отчаяния»[8]. 15 февраля 1810 года Карамзин писал брату: «Мы лишились нашей бывшей княжны: она с мужем приехала к нам из армии, занемогла горячкою и через 42 часа преставилась»[9]. Похоронена рядом с отцом в московском Новодевичьем монастыре.
2. жена (с 1817 года) — София Степановна Апраксина (1798—1885), статс-дама, внучка фельдмаршала С. Ф. Апраксина и известной «Пиковой дамы» княгини Н. П. Голицыной. Учредительница «Дамского попечительства о бедных», основала Комиссаровское техническое училище, участвовала в деятельности Тюремных комитетов.
  - Екатерина Алексеевна (1818—1869) — замужем за Илларионом Илларионовичем Васильчиковым (1805—1862), генерал-адъютант, киевский, волынский и подольский генерал губернатор, член Государственного Совета.
  - Григорий Алексеевич (1819—1881) — выпускник С.—Петербургского университета, возглавлял Цензурный комитет, председатель Агрономического общества; в составе ополчения участвовал в обороне Севастополя, женат на Софье Александровне Паниной (1825—1905), внучке графа Н. П. Панина.
  - Ольга Алексеевна (03.04.1822—1879) — крестница императрицы Елизаветы Алексеевны[10], фрейлина императрицы Александры Фёдоровны, (с 1847) замужем за князем С. Ф. Голицыным (1812—1849), отставной ротмистр, трагически погиб на охоте у В. В. Апраксина в селе Брасово Орловской губернии.
  - Борис Алексеевич (28.05.1824—6.06.1826).
  - Владимир Алексеевич (1826—1888) — секретарь русской миссии в Штутгарте, действительный статский советник, саратовский губернский предводитель дворянства, женат (с 1851) на Марии Афанасьевне Столыпиной (1832—1901).
  - Александр Алексеевич (1829—1902) — окончил юридический факультет Московского университета, служил в кирасирском полку, московский городской голова, женат (с 1855) на Марии Павловне Мухановой (1836—1892), дочери историка и археографа П. А. Муханова.

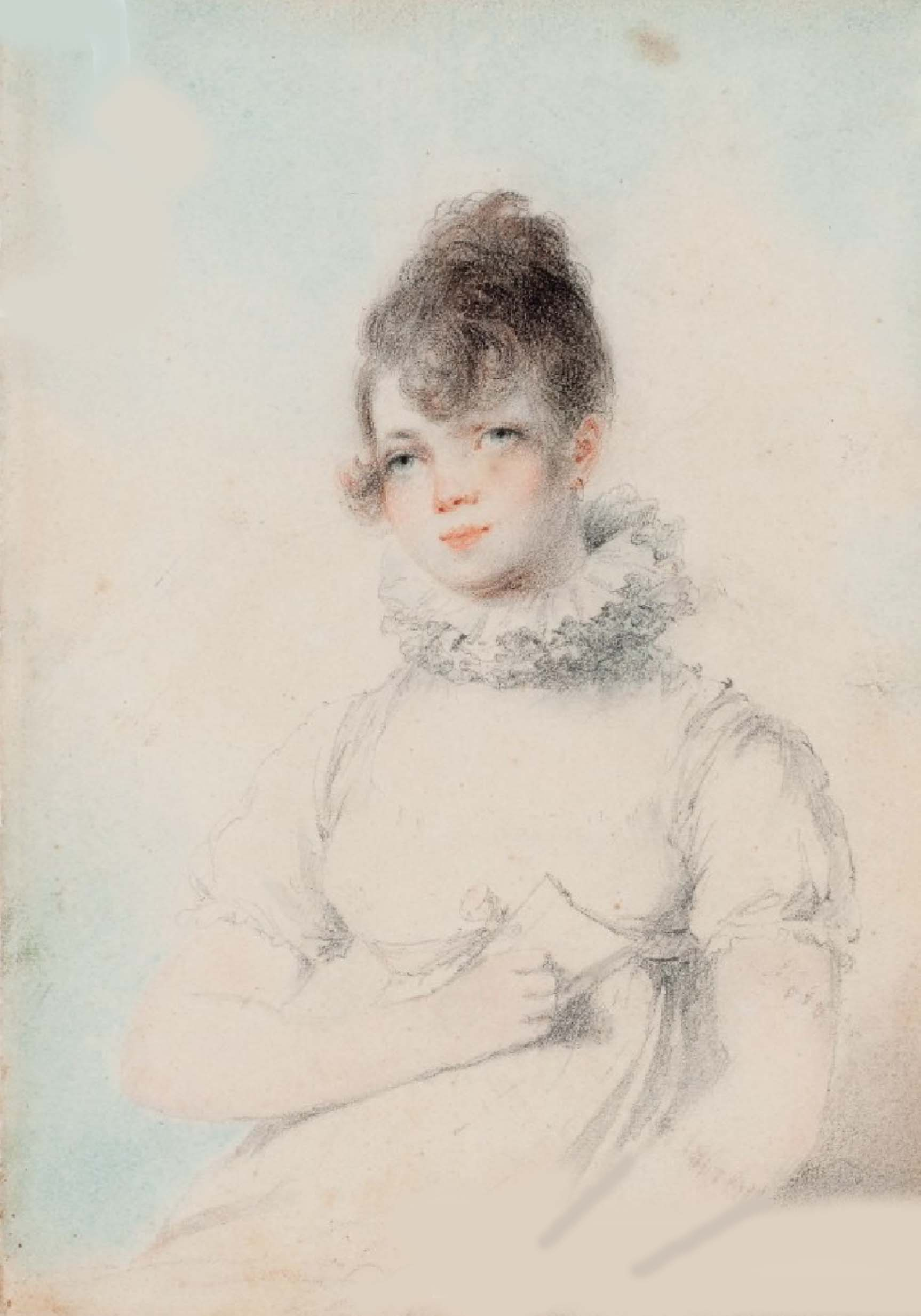
Екатерина Андреевна, 1-я жена
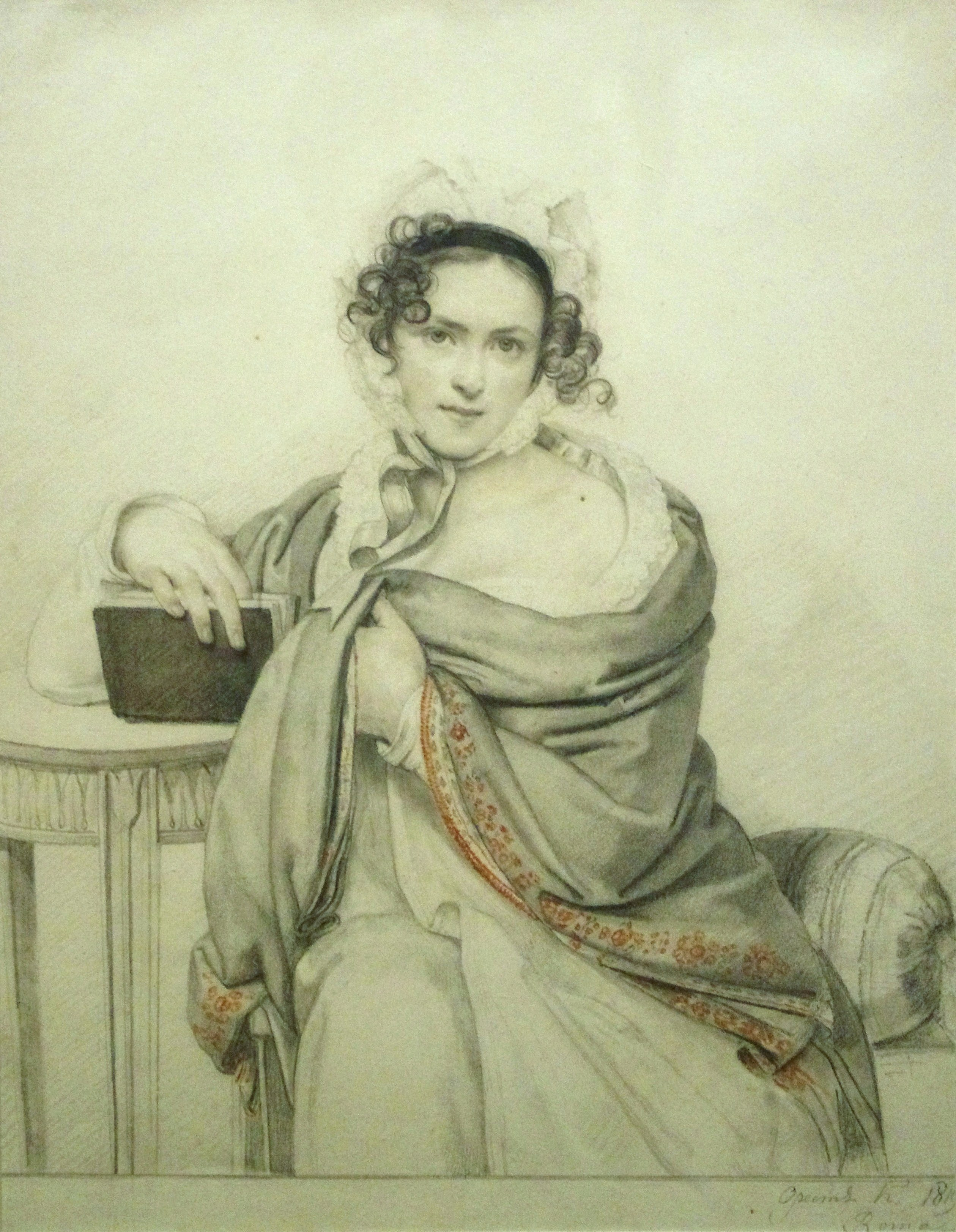
Софья Степановна, 2-я жена
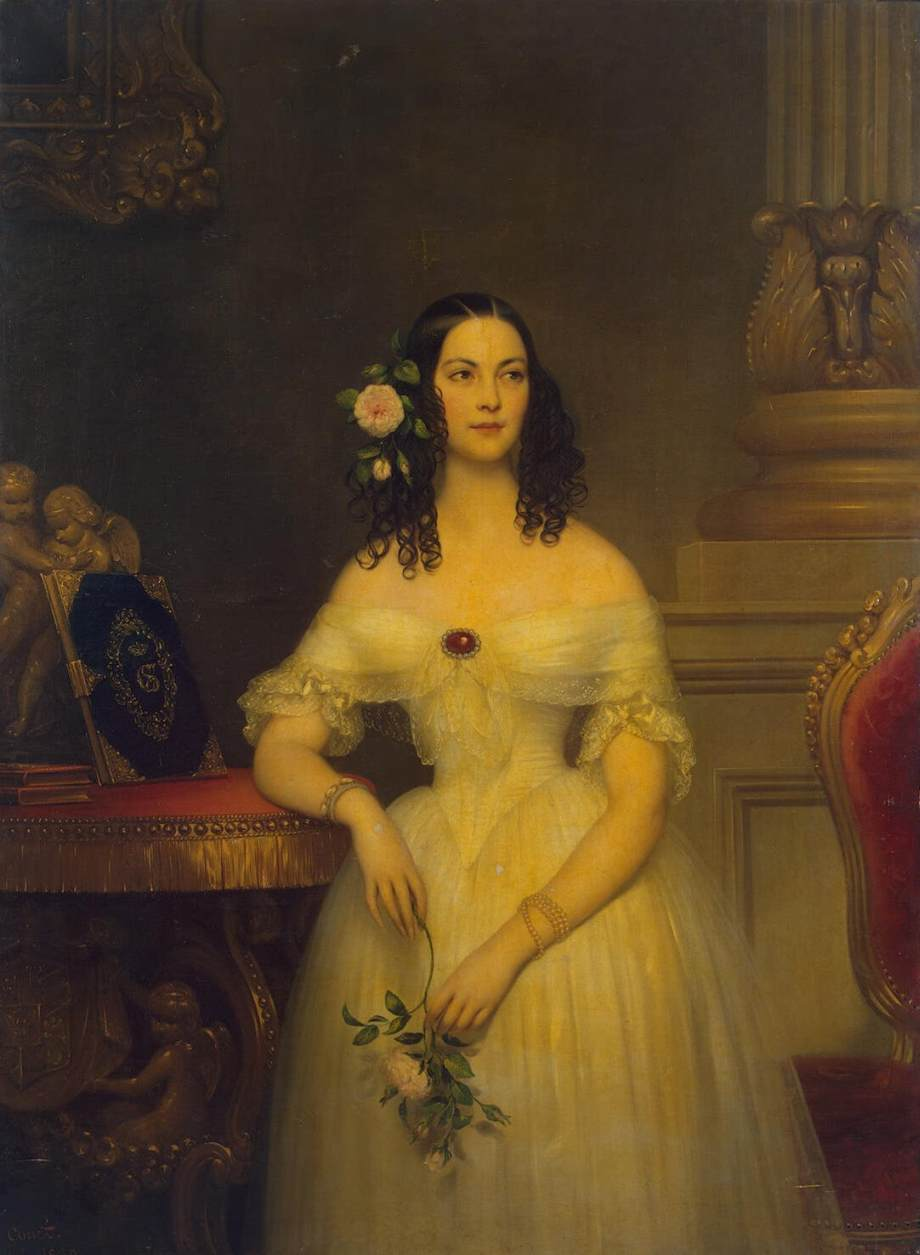
Екатерина Алексеевна, дочь
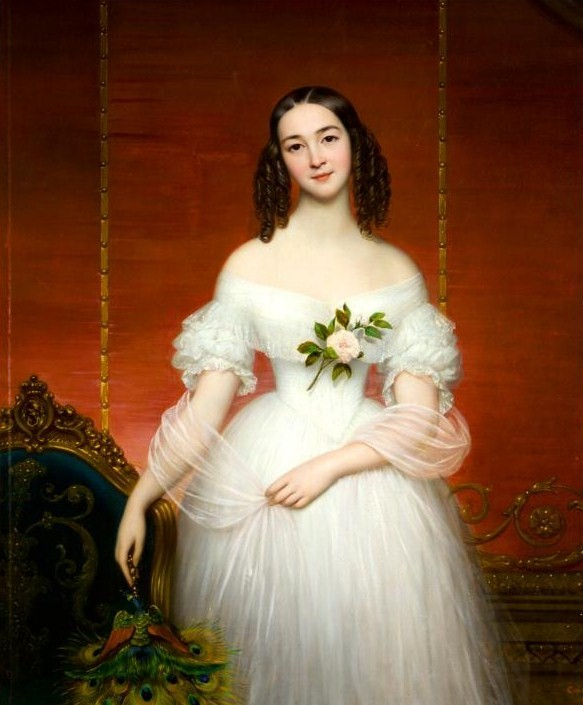
Ольга Алексеевна, дочь

## Киновоплощение
- «Союз спасения» — актёр Алексей Гуськов